# PGC 1553988
LEDA/PGC 1553988 ist eine Galaxie im Sternbild Herkules am Nordsternhimmel. Sie ist schätzungsweise 1,4 Milliarden Lichtjahre von der Milchstraße entfernt und hat einen Durchmesser von etwa 100.000 Lichtjahren. 
Im selben Himmelsareal befinden sich u. a. NGC 6053, NGC 6055, IC 1189, IC 1190.